# Rzęszkowo
Rzęszkowo – wieś w Polsce położona w województwie wielkopolskim, w powiecie pilskim, w gminie Wyrzysk. 
Na terenie wsi znajduje się pałac z połowy XIX wieku oraz park o powierzchni ok. 7 ha.
| SIMC    | Nazwa      | Rodzaj                 |
| ------- | ---------- | ---------------------- |
| 0533570 | Anusin     | część wsi (do 2023 r.) |
| 1007725 | Stanowiska | część wsi              |

W latach 1975–1998 miejscowość administracyjnie należała do województwa pilskiego.